# Trigonostemon stenophyllus
Trigonostemon stenophyllus är en törelväxtart som beskrevs av Eduardo Quisumbing y Argüelles. Trigonostemon stenophyllus ingår i släktet Trigonostemon och familjen törelväxter. Inga underarter finns listade i Catalogue of Life.